# Theridion melinum
Theridion melinum är en spindelart som beskrevs av Simon 1900. Theridion melinum ingår i släktet Theridion och familjen klotspindlar. Inga underarter finns listade i Catalogue of Life.